# Cappella di Maria Immacolata
La Cappella di Maria Immacolata è situata a Livorno, alle spalle della chiesa del Soccorso, in via Serafino de Tivoli.
È annessa all'istituto "Immacolata", tenuto dalle suore Mantellate Serve di Maria.

## Storia e descrizione
La cappella fu inaugurata nel 1912 grazie all'interessamento di suor Luisa Martelli, appartenente ad un'importante famiglia fiorentina.
Il progetto, che ebbe le lodi dello storico Pietro Vigo , fu redatto da Luigi Zumkeller.
In stile neoromanico, presenta una facciata a salienti con una trifora posta in asse col portale d'accesso, il quale è munito di una sorta di protiro.
Alla sommità, sotto gli archetti pensili, sono raffigurati alcuni stemmi comunali, affiancati da due doccioni a forma di gargolla.
Il vasto spazio interno è suddiviso in una sola navata, con dei matronei, aperti da tre arcate per ciascuna campata, che corrono lateralmente, fino all'abside semicircolare.
Adiacente alla cappella, ed inglobata nell'istituto scolastico, si trova l'antica Villa Tommasi, che negli anni ha subito notevoli rimaneggiamenti che ne hanno alterato la configurazione originaria.